# BMW
Bayerische Motoren Werke AG, almindeligvis forkortet BMW, er en tysk bil-, motorcykel- og motorfabrikant grundlagt i 1916. BMW har hovedsæde i München. Koncernen ejer også Mini-bilmærket og er moderselskab til Rolls-Royce Motor. BMW producerer motorcykler under BMW Motorrad og Husqvarna mærkerne. I 2010 fremstillede BMW-koncernen i alt 1.481.253 biler og 112.271 motorcykler på tværs af alle koncernens mærker.

## Historie
To firmaer fra München, Bayerische Flugzeugwerke AG og Rapp Motorenwerke GmbH, fusionerede i 1922 under navnet Bayerische Motoren Werke. Begge havde under 1. verdenskrig fremstillet motorer til fly.
Virksomhedens logo har haft mange myter tilknyttet igennem tiden. Et af de mere vedholdende er at det skulle stamme fra en stiliseret propel i fart - men sådan hænger det ikke sammen. Logoet blev første gang brugt på BMWs første motorcykel ved navn R32 fra 1923. Men allerede i 1918 figurerede den sorte cirkel, med Bayerns hvide og blå farver inden i på "Beschreibung und Betriebsanleitung" til en 185 hestekræfters flymotor. Myten om en stiliseret propel i fart stammer fra coveret til et BMW flymotor-magasin, hvor man ganske rigtigt ser et propelfly med BMW skrevet hen over den roterende propel. Men dette blev første gang trykt i 1929 eller hele 11 år efter det første trykte BMW-dokument – fantastisk arbejde af marketingafdeling siden myten stadig lever. Men hvor kommer logoet så fra? Virksomhederne Rapp Motorenwerke GmbH stiftet af Karl Rapp og Bayerische Flugzeugwerke AG stiftet af Gustav Otto var som sagt BMWs forgængere. Rapps logo var en sort ring hvori der stod Rapp og inde i ringen var der en sort hest. Men da firmaerne blev til Bayerische Motoren Werke GmbH og senere Bayerische Motoren Werke AG havde man brug for et nyt logo. Derfor bevarede man den sorte cirkel og erstattede Rapp med BMW og indholdet man med en pæn symmetrisk farvelægning ud fra Bayerns nationalfarver, hvor den "Bayerische" del af firmaet blev tydeligt gengivet.
BMW påbegyndte som nævnt at fremstille motorcykler i 1923 og i 1928 påbegyndtes også bilproduktion under licens fra engelske Austin. I 1934 påbegyndtes produktion af egenudviklede biler.
Som følge af Molotov-Ribbentrop-pagten begyndte man i Sovjetunionen af fremstille kopier af BMW R71 under navnet M72. M72 blev stamfader til de sovjetiske Ural og Dnepr motorcykler, hvor man anslår at i alt 4 mio. er produceret.
Efter 2. verdenskrig opstod en variant af BMW, nemlig EMW. E'et stod for Eisenach, som lå i det daværende DDR.
I 1950'erne så BMW et marked for meget små biler og løsningen blev licensproduktion af italienske Isettaer – den såkaldte BMW Isetta.
BMW har været gennem adskillige kriser i sin historie, men har siden slutningen af 1960'erne været i konstant fremgang. I 1971 lå årsproduktionen på ca. 180.000 enheder, men er i dag oppe på over 1 million. Produkterne regnes både for bil- og mc-produktion for at ligge i den højere ende af skalaen, hvilket priserne også giver udtryk for.

## Sponsorater
BMW, der forsøger at dyrke et sportsligt image, har i flere omgange været involveret i motorsport. BMW havde således stor succes i 1970'erne i internationale touring løb, i samarbejde med Alpina. I juni 2005 købte BMW det schweiziske team Sauber (hovedsæde i Hinwil, CH) som man nu kører som eget fabriksteam under navnet BMW-Sauber. Man opnåede i debut-sæsonen 2006 en 5. plads i mærkemesterskabet og 9. plads, ved Nick Heidfeld, i kørermesterskabet. Den første sejr lykkedes den 8. juni 2008 i Montreal, hvor Robert Kubica vandt foran teamkollegaen Nick Heidfeld. Desuden har BMW meget succes i internationale standardvogne, hvor de fx sidste år vandt DTM serien med den canadiske Bruno Spengler bag rattet.

## Museum
BMW har sit eget museum kaldet BMW Welt, der åbnede i 2007.

## Udviklings- og fabriksfaciliteter
BMW'er udvikles primært i München, men produceres i adskillige lande, bl.a. Tyskland (München, Dingolfing, Regensburg og Leipzig), England, Østrig (motorproduktion, og licensproduktion af X3 hos Magna-Steyer), USA (Spartanburg, hvor Z4 E85/86, X5 og X6 produceres), Sydafrika, Indien, Kina og Rusland. BMW er et meget velkonsolideret firma, og koncernen er verdens største producent af luksusbiler i 2011. Firmaet er et aktieselskab med Quandt-familien som hovedaktionærer med ca 27%

## Modeller
BMW's modeludbud består i øjeblikket (juni 2014) af følgende modeller:

### Bilmodeller
1-serie, 2-serie, 3-serie, 4-serie, 5-serie, 6-serie, 7-serie, Z4, X1, X3, X4, X5 og X6. Flere af modellerne i de forskellige serier fås også i en skrappere udgave fra BMW's motorsportsafdeling, BMW M, og disse betegnes som M-modeller. Derudover indgår også bilmærkerne MINI og Rolls-Royce i BMW's produktion.
Yderligere producerer BMW (juni 2014) to elbilmodeller: i3 og i8.

### Motorcykelmodeller
- F-serien (2 cylindrede modeller)
- K-serien (modeller med rækkemotor)
- R-serien (modeller med boksermotor)

48°10′35″N 11°33′33″Ø / 48.17639°N 11.55917°Ø